# I Feel Alive
„I Feel Alive” je pesma izraelskog pevača Imrija Ziva. Predstavljala je Izrael na izboru za Pesmu Evrovizije 2017. Pesma je objavljena 9. marta 2017.